# Nacionalismo inglés

Bandera de Inglaterra.

El nacionalismo inglés (en inglés: English nationalism) es el nombre dado al movimiento político nacionalista en Inglaterra que demanda autogobierno para Inglaterra, via devolución del Parlamento inglés. Algunos nacionalistas ingleses van más lejos, y tratan de obtener el restablecimiento de un estado soberano independiente de Inglaterra, via disolución del Reino Unido. Inglaterra es uno de los cuatro países constituyentes del Reino Unido junto con Escocia, Gales e Irlanda del Norte.